# Шпиталич (Камник)
Шпиталич (словен. Špitalič) је насељено место у општини Камник, Средњесловенска регија, Словенија.

## Историја
До територијалне реорганизације у Словенији био је у саставу старе општине Камник.

## Становништво
У попису становништва из 2011. године, Шпиталич је имао 185 становника.
| Број становника према пописима | Број становника према пописима | Број становника према пописима |
| ------------------------------ | ------------------------------ | ------------------------------ |
| 1991                           | 2002                           | 2011                           |
| 180                            | 191                            | 185                            |

Напомена: Године 1953. повећана за насеља Јастробље и Слапе, која су укинута.